# Poemys nyikae
Poemys nyikae is een zoogdier uit de familie van de Nesomyidae. De wetenschappelijke naam van de soort werd voor het eerst geldig gepubliceerd door Wroughton in 1909.